# Кирпичная библиотека
«Кирпичная библиотека» — музей истории кирпича в Ростове-на-Дону.

## История
В 1986 году на геолого-географическом факультете Ростовского государственного университета была создана лаборатория технологической минералогии и новых видов минерального сырья, которую возглавил Борис Васильевич Талпа. К 2013 году в лаборатории и хранилище образцов скопилось около сотни кирпичей, и было принято решение об открытии музея.
В 2013 году музей был открыт в здании Института наук о Земле Южного федерального университета.
В настоящее время в коллекции музея собраны более 1500 экспонатов от древнего Египта до наших дней с клеймами и без таковых. Среди них кирпичи из Карнакского храма в Египте, нескольких Кремлей и крепостей на территории России, европейских средневековых замков и другие. Коллекция постоянно пополняется и классифицируется автором.
Также в музее собрана коллекция из более 1100 образцов песков со всего мира.
«Кирпичная библиотека» является крупнейшим в России музеем, посвящённым истории кирпича.
В 2020 году музей был номинирован на премию «Хрустальный компас» в категории «Лучший социально-информационный проект по сохранению природного и историко-культурного наследия».